# سیارک ۲۲۷۶۹
سیارک ۲۲۷۶۹ (به انگلیسی: 22769 Aurelianora، نامگذاری:1999BD4) بیست و دو هزار و هفتصد و شصت و نهمین سیارک کشف شده‌است که در ۱۹ ژانویه ۱۹۹۹ کشف شد.
قدر مطلق سیارک برابر ۲۸.۲ است.